# Cangur arborícola unicolor
El cangur arborícola unicolor (Dendrolagus dorianus) és una espècie de cangur arborícola que viu als boscos montans de Nova Guinea a altituds d'entre 600 i 3.650 metres. És majoritàriament solitari i nocturn. L'espècie fou anomenada el 1883 en honor del zoòleg italià Giacomo Doria.